# Elanders
Elanders è un'impresa di stampa attiva in dieci paesi su quattro continenti e con diverse imprese affiliate.  Dal 1989 è quotata in borsa nel OMX Nordic Exchange.
Elander è nata dalla stamperia fondata nel 1908 in Svezia da Otto Elander, Nils Hellner e Emil Ekström.
Nel gennaio 2007 Elanders ha acquistato la Sommer Corporate Media di Waiblingen, Germania. Nel marzo 2012 ha acquistato fotokasten e d|o|m (Deutsche Online Medien GmbH), sempre di Waiblingen.
L'ampliamento strategico dell'impresa nel settore della stampa di prodotti fotografici ha portato nell'agosto 2013 all'acquisto da parte di Elanders del distributore europeo di fotoprodotti con sede a Berlino myphotobook GmbH.